# Bizzarone
Bizzarone (lombardul: Bizaron) település Olaszországban, Lombardia régióban, Como megyében. Lakosainak száma 1757 fő (2023. január 1.). Bizzarone határváros Olaszország és Svájc (Ticino kanton) között.